# Pogórzanie

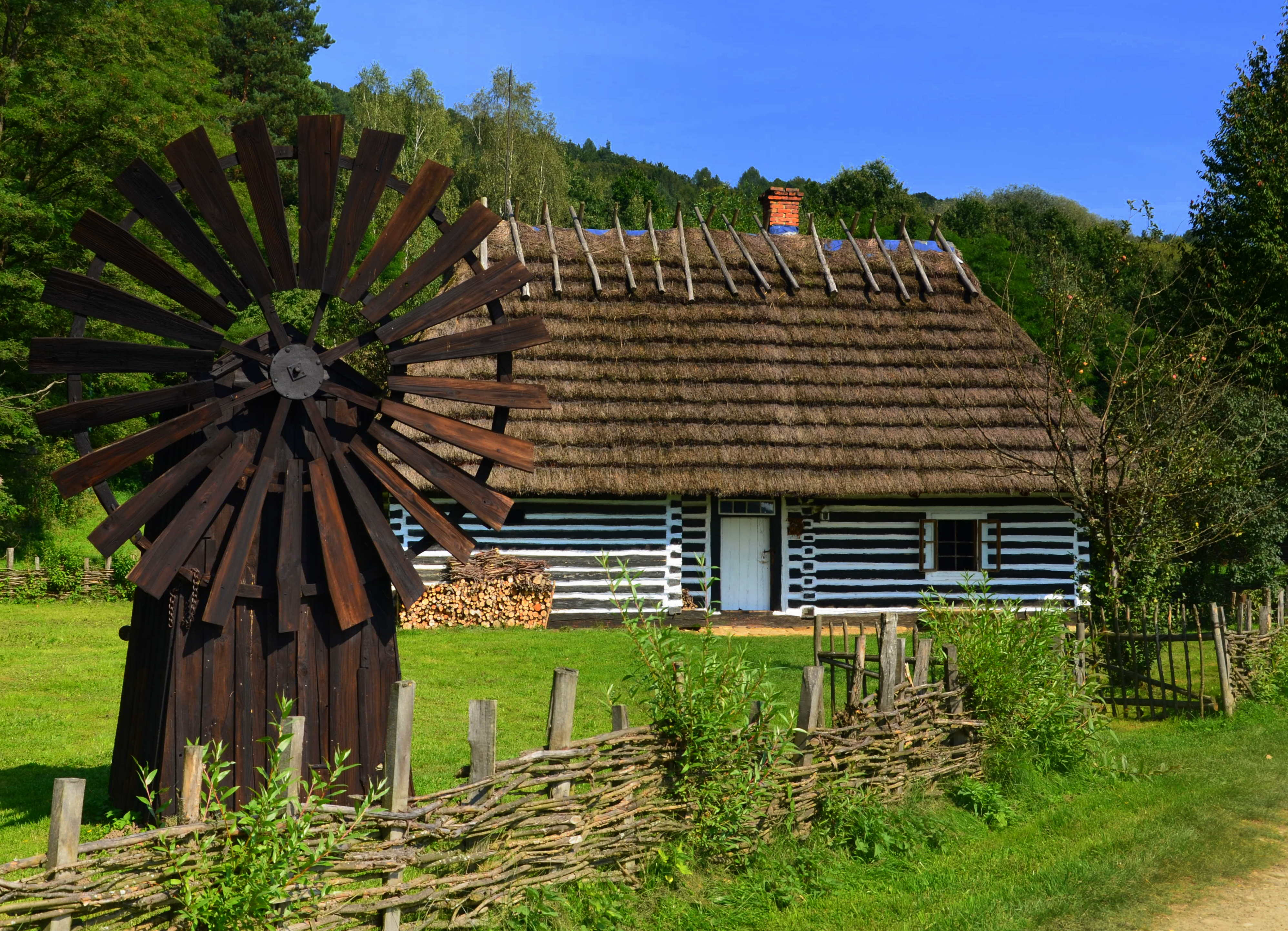
Zagroda wielobudynkowa Pogórzan zachodnich, wiatrak z Turaszówki

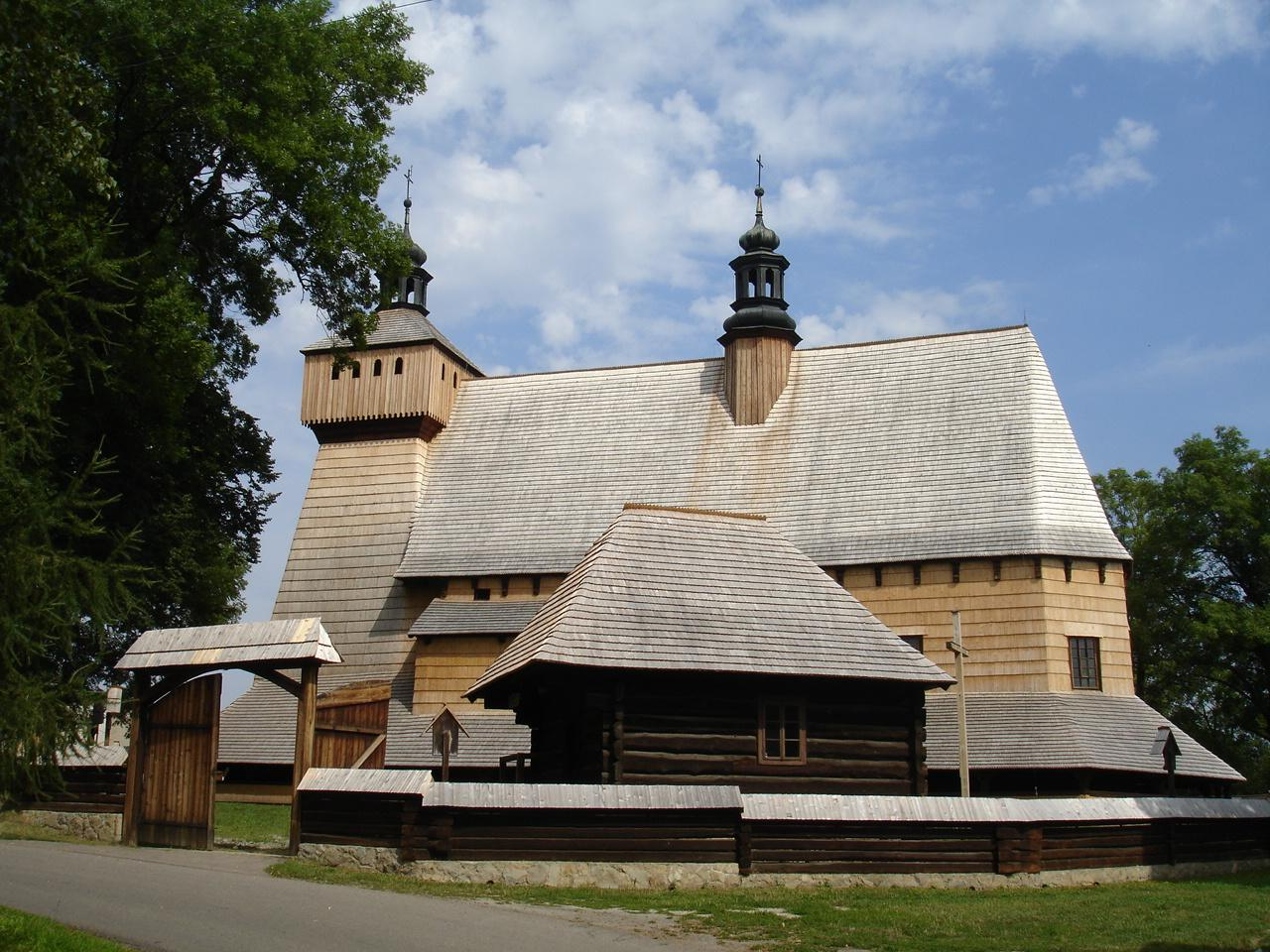
Najstarszy zachowany w Europie drewniany gotycki kościół z Haczowa

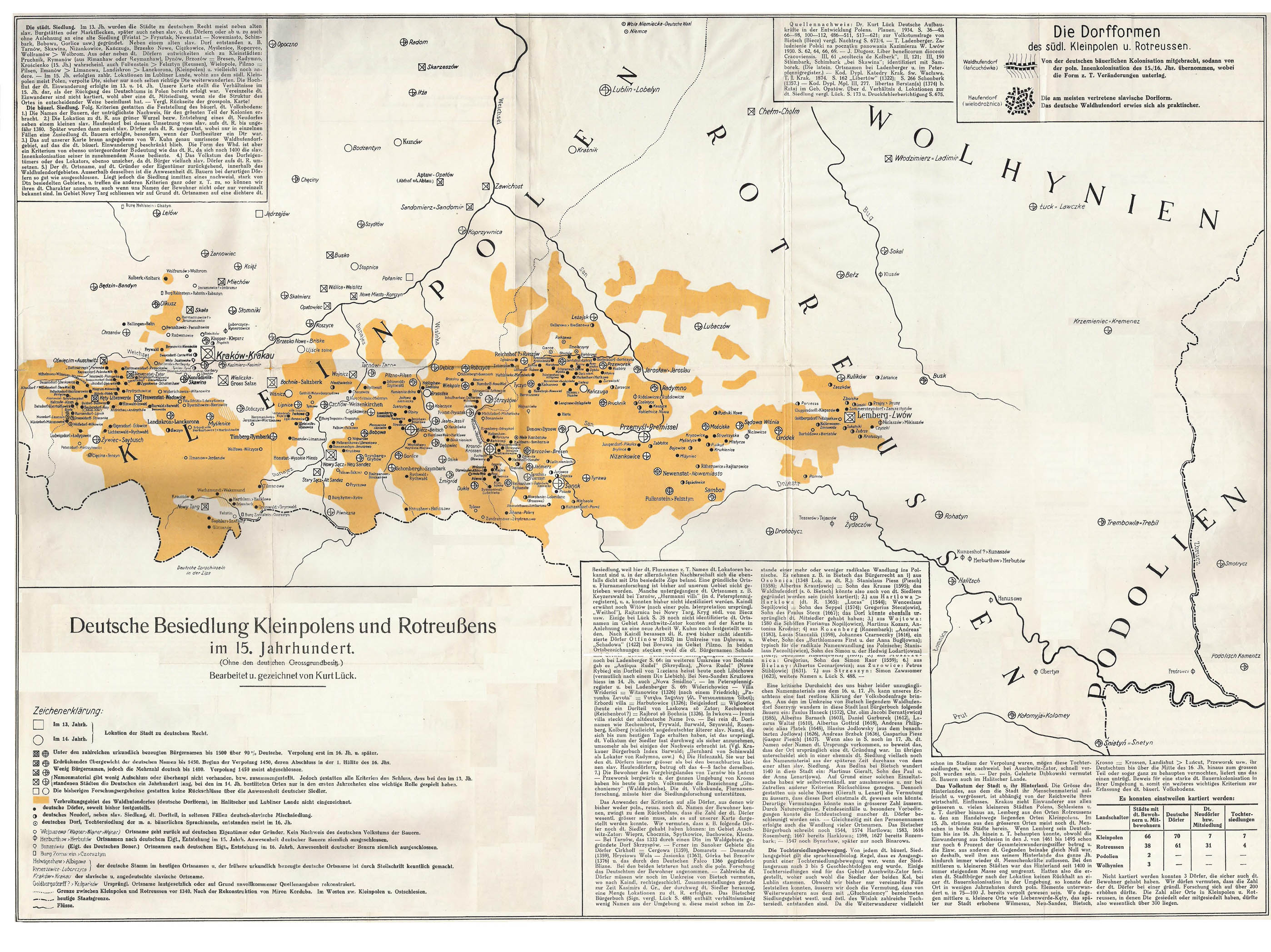
Niemieckie enklawy osadnicze w Małopolsce oraz Rusi Czerwonej w XV wieku, fragment niemieckiego atlasu historycznego z roku 1934 autorstwa Kurta Lücka (późniejszego działacza narodowosocjalistycznego), wyd. Poznań

Pogórzanie – duża polska grupa etnograficzna zamieszkująca Pogórze (Ciężkowickie, Jasielskie, Dynowskie, Bukowskie, Strzyżowskie) oraz zachodnią część Dołów Jasielsko-Sanockich. Grupa została wyodrębniona po II wojnie światowej dla celów klasyfikacji etnograficznej przez Franciszka Kotulę oraz Romana Reinfussa. We wcześniejszych opracowaniach posługiwano się m.in. terminem Głuchoniemcy dla enklaw w obrębie Pogórza. Nazwę grupy Pogórzan wprowadził w 1935 roku Adam Wójcik zapożyczając ja z nomenklatury geograficznej.
Na zachodzie graniczyli z Lachami sądeckimi, na południowym wschodzie z Dolinianami.
Okolice Podkarpacia w rejonie miejscowości Ciężkowice, Bobowa, Grybów, Gorlice, Biecz, Jasło, Nowy Żmigród, Dukla, Rymanów, Zarszyn, Jaćmierz, Brzozów, Dynów, Dubiecko, Lutcza, Krosno, stanowiły we wczesnym średniowieczu polsko-ruskie pogranicze. Na pewno istniało tu już otwarte osadnictwo rolne, chociaż nie było ono zbyt gęste. Zaczęło się ono szybko rozwijać po przyłączeniu w roku 1341 Rusi Czerwonej do ówczesnego państwa polskiego.
Pod względem etnograficznym Pogórzanie dzielą się na:
- Pogórzan wschodnich; obszarowo zajmowali Pogórze Strzyżowskie, Pogórze Dynowskie oraz Doły Jasielsko-Sanockie
- Pogórzan zachodnich; w obszarze Pogórza Ciężkowickiego, Pogórze Strzyżowskie oraz Pogórze Jasielskie.

## Historia
Sytuacja osadnicza na obszarze Pogórza była w średniowieczu niezwykle skomplikowana. Były tu bowiem z dawien dawna istniejące elementy etniczne polski i ruskie. Na nie nakłada się nowa fala osadnicza rusko-wołoska, a także niemiecka.
Ta, początkowo wieloetniczna mieszanka demograficzna została spolonizowana. W XIX-wiecznym piśmiennictwie polskim traktującym o obecności niemieckich osadników na obszarze Pogórzy, spopularyzował zjawisko Słownik Geograficzny Królestwa Polskiego. Przy opisie ludności Słownik wspomina m.in. że „Spotykają się tu rody: Głuchoniemców osadnicy sprowadzeni w XIV wieku z Saksonii, i Holandyi, ... Mazurów [tak dawniej zwano Mazowszan], Chrobatów i Rusinów. Byli oni jedną z ważniejszych grup etnograficznych Galicji zaliczani do tzw. Podolaków, czyli równiaków, mieszkańców równin obok Krakowiaków, Mazurów, Grębowiaków (Lisowiacy, czyli Borowcy), Bełżan, Bużan (Łopotniki, Poleszuki) Opolan, Wołyniaków, Pobereżców, czyli Nistrowian”. Jednakże przed ukazaniem się wzmianki w Słowniku, pierwszym który podjął próbę opisania średniowiecznych Sasów z Podkarpacia był Wincenty Pol, który w roku 1869; napisał:

Na obszarze Wisłoki uderza nas fakt inny; całą tę okolicę, którą obszar Wisłoki, Ropy, Jasły, Jasełki i średniego Wisłoka zajmuje, osiedli tak zwani Głuchoniemcy od dołów Sanockich począwszy, to jest od okolicy Komborni, Haczowa, Trześniowa aż po Grybowski dział: Gorlice, Szymbark i Ropę od wschodu na zachód, ku północy aż po ziemię Pilźniańską, która jest już ziemią województwa Sandomierskiego. Cała okolica Głuchoniemców jest nowo-siedlinami Sasów; jakoż strój przechowali ten sam co węgierscy i siedmiogrodzcy Sasi. Niektóre okolice są osiadłe przez Szwedów, ale cały ten lud mówi dzisiaj na Głuchoniemcach najczystszą mową polską dijalektu małopolskiego, i lubo z postaci odmienny i aż dotąd Głuchoniemcami zwany, nie zachował ani w mowie ani w obyczajach śladów pierwotnego swego pochodzenia, tylko że rolnictwo stoi tu na wyższym stopniu, a tkactwo jest powołaniem i głównie domowem zajęciem tego rodu

Na początku XX wieku utworzyła się polska grupa etnograficzna wschodnich Pogórzan
Podstawą gospodarki było rolnictwo, a hodowla odgrywała znacznie mniejszą rolę. W wielu miejscowościach rozwinięte było na dużą skalę rzemiosło, z którego największe znaczenie miało właśnie tkactwo oraz cechy szewców.